# La Dornac
Dornac – miejscowość i gmina we Francji, w regionie Nowa Akwitania, w departamencie Dordogne.
Według danych na rok 1990 gminę zamieszkiwało 266 osób, a gęstość zaludnienia wynosiła 17 osób/km² (wśród 2290 gmin Akwitanii Dornac plasuje się na 913. miejscu pod względem liczby ludności, natomiast pod względem powierzchni na miejscu 723.).